# セルゲイ・ベルガヴィノフ
セルゲイ・アダモヴィチ・ベルガヴィノフ（ロシア語: Сергей Адамович Бергавинов、1899年1月24日 - 1937年12月12日）は、ソビエト連邦の政治家。

## 生涯
1899年1月24日（ユリウス暦12日）、ロシア帝国スモレンスク県ヤールツェヴォに生まれた。1917年3月からボリシェヴィキ党員となり、翌1918年から1919年まで赤軍に従軍。1919年にはチェーカー議長、ゲリラ司令官、バーフマチ・イーチニャ・グレビョンカ各地区の革命委員会議長も歴任し、同年に逮捕されるも脱走した。翌1920年までウクライナ社会主義ソビエト共和国の革命委員会議長やポルタヴァ・チェーカー議長を務める。同年には第1騎兵軍騎兵旅団軍事委員、コヴノ・チェーカー議長でもあった。
1923年までキエフ県ベルディチェフ郡 (ru) 国家政治保安部部長。同年から翌1924年までウクライナ共産党ベルディチェフ管区委員会責任書記、同年11月から1927年5月までロシア共産党中央委責任教官、同月から1929年まで全連邦共産党アルハンゲリスク県委責任書記、同年3月14日から8月15日まで中央委北部地方組織局責任書記、同月19日から1931年3月27日まで党北部地方委責任書記および第一書記を務める。1930年7月13日から1934年1月26日までは党中央委員候補でもあった。1931年3月から7月まで林業会議議長および連邦国民経済最高会議幹部会メンバー、同月から1933年3月まで党極東地方委第一書記（結果を出すことができず解任）、同月から翌1934年9月まで南東鉄道支社政治部部長、同月から1937年10月31日まで連邦人民委員会議附属北極海航路政治総局局長を務めていた。
しかし、10月31日に逮捕され、12月12日にレフォルトヴォ刑務所で縊死した。その後、1956年に名誉回復がなされた。